# Národní rozvojová banka
Národní rozvojová banka, a. s. (NRB, dříve Českomoravská záruční a rozvojová banka, a.s.)  je speciální bankovní instituce, která vykonává činnost ve veřejném zájmu. Jejím cílem je přispět a podílet se na udržitelném hospodářském a sociálním rozvoji České republiky prostřednictvím poskytování finančních produktů, zejména v oblasti malého a středního podnikání, rozvoje infrastruktury a dalších sektorech ekonomiky.
Ústředí banky je v Praze 3 v Přemyslovské ulici. Další pobočky jsou v Brně, Ostravě, Plzni, Hradci Králové a Českých Budějovicích.
Jejím jediným akcionářem je Česká republika zastoupená Ministerstvem průmyslu a obchodu, Ministerstvem financí a Ministerstvem pro místní rozvoj. NRB je bankovní institucí zřízenou na základě zákona o bankách a plně pod dohledem České národní banky. Banka doplňuje nabídku bankovních a investičních produktů na trhu, a tím pomáhá překonat existující selhání. Činnost banky je založena na dlouhodobé finanční udržitelnosti realizovaných finančních nástrojů.
Orgány banky jsou valná hromada, šestičlenná dozorčí rada, tříčlenné představenstvo a tříčlenný výbor pro audit. Banka je řízena předsedou představenstva. 
Dceřinými společnostmi NRB jsou Národní rozvojový fond SICAV a.s., Národní rozvojová investiční, a.s. a MUFIS a.s.

## Historie
NRB byla založena v roce 1992. 
V roce 2019 banka svými produkty podpořila realizaci více než 6 200 podnikatelských projektů v objemu přes 23 mld. Kč napřímo poskytnutých či zaručených úvěrů.
Obchodní firmu (název) Národní rozvojová banka, a.s. banka používá od 1. 9. 2021. Do 31. 8. 2021 banka používala obchodní firmu Českomoravská záruční a rozvojová banka, a.s.
V roce 2024 vláda plánuje převod akcií České exportní banky, a.s. na NRB.

## Poskytované formy státní podpory
NRB poskytuje především:
- podpory malým a středním podnikatelům formou záruk a zvýhodněných úvěrů s využitím prostředků státního rozpočtu, krajů a strukturálních fondů EU,
- podpory formou kapitálových vstupů, které realizuje ve spolupráci s partnery, jako například Evropský investiční fond nebo Burza cenných papírů Praha
- podpory vlastníkům bytových domů při jejich rekonstrukci (programy jsou postupně ukončovány),
- zvýhodněné úvěry pro vodohospodářské projekty (čističky odpadních vod, úpravny pitné vody),
- NRB působí též jako finanční manažer prostředků poskytnutých České republice na financování rozvoje infrastruktury (zejména dálničních tras),
- zabývá se komunálním financováním, poskytováním zvýhodněných municipálních úvěrů,
- realizuje krátkodobé programy na finanční podpory v případě mimořádných situací (likvidace povodňových škod).[6][7][8]